# Badi Assad

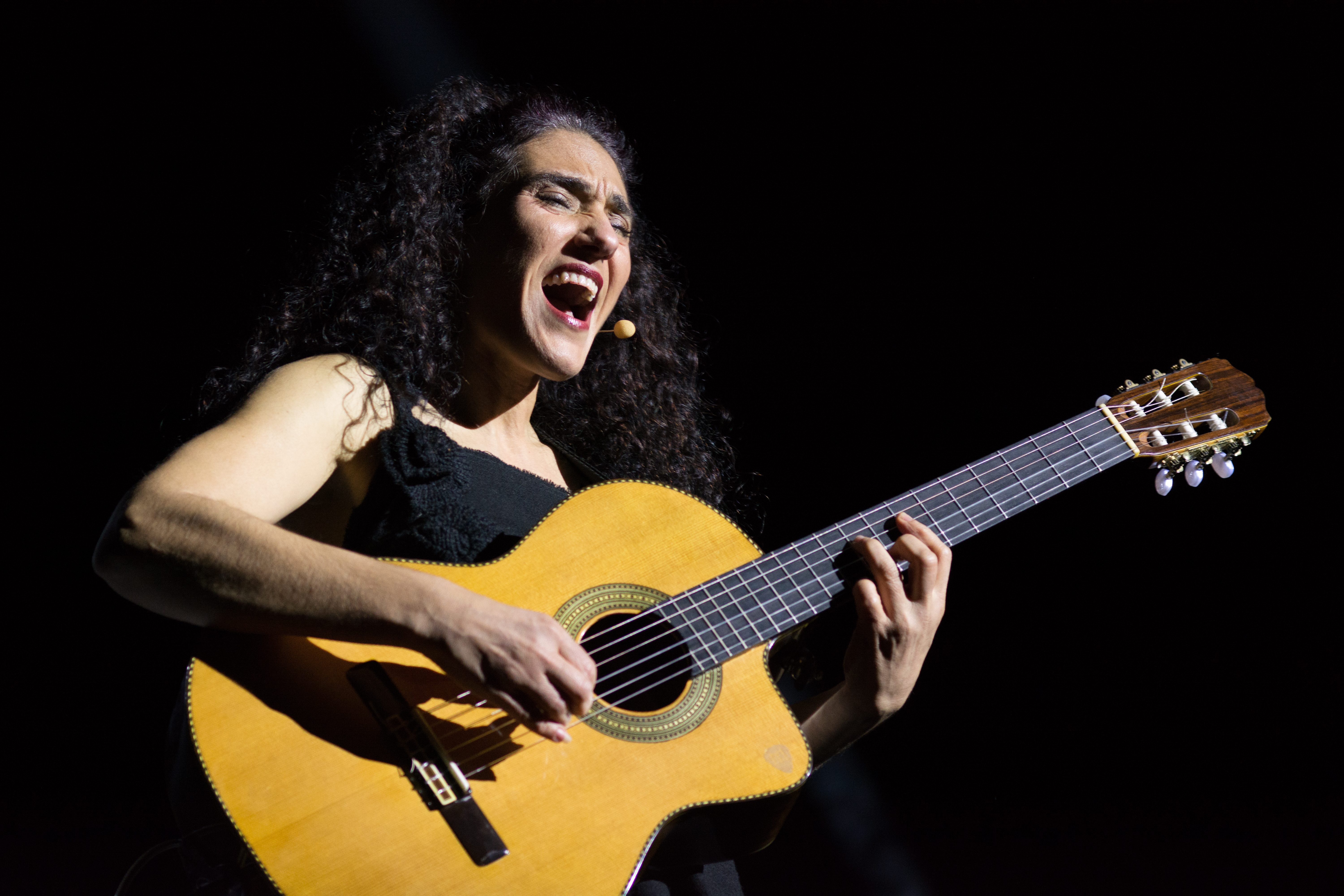
Badi Assad (2014)

Badi Assad (bürgerlicher Name: Mariangela Assad Simão) (* 23. Dezember 1966 in São João da Boa Vista, Brasilien) ist eine brasilianische Sängerin, Gitarristin und Komponistin.

## Leben und Werk
Sie wuchs bis zu ihrem zwölften Lebensjahr in Rio de Janeiro auf. Ihr Vater, Jorge Assad, legte großen Wert auf die musikalische Ausbildung der Kinder. Auch ihre beiden älteren Brüder Sérgio (* 1952) und Odair sind bekannte Gitarrenspieler, das Duo Assad (auch Assad Brothers genannt).
Badi Assad studierte klassische Gitarre an der Universität von Rio de Janeiro, wo sie den Wettbewerb der Nachwuchsmusiker als 15-Jährige im Jahre 1984 gewann. 1986 wurde sie Mitglied im Guitar Orchestra of Rio de Janeiro, welches der Gitarrist Turíbio Santos leitete. 1987 wurde sie zur „Best Brazilian Guitarist of the International Villa Lobos Festival“ gewählt. Sie spielte in Europa, Israel und Brasilien mit der Gitarristin Françoise-Emmanuelle Denis unter dem Namen Duo Romantique. 1995 wurde sie von den Herausgebern des Guitar Player Magazins zum „Best Acoustic Fingerstyle Guitarist“ gewählt.

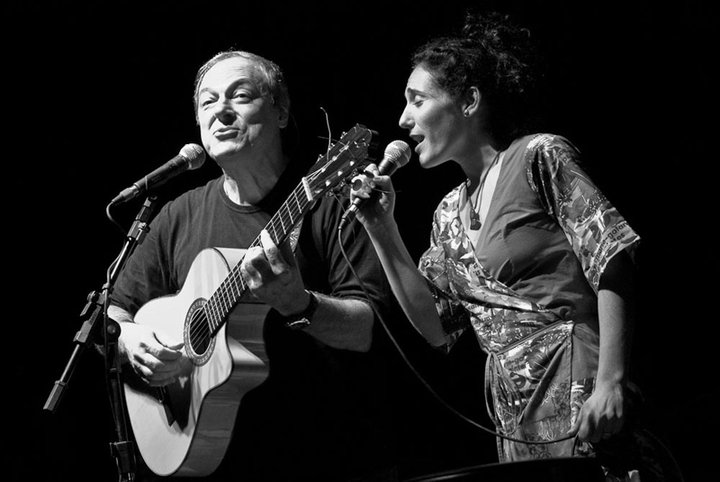
Badi Assad mit Toquinho (2009)

Nach der Veröffentlichung des Albums Chameleon im Jahre 1998 erkrankte sie an einer Bewegungsstörung, welche ihr das Gitarrespielen zeitweise unmöglich machte. Im Dezember 2002 nahm sie zusammen mit den Jazz-Gitarristen Larry Coryell und John Abercrombie das Album Three Guitars auf.
In ihrer Laufbahn spielte sie mit vielen namhaften Musikern, wie Cyro Baptista, Pat Metheny, Milton Nascimento und Stephen Kent.

## Diskografie
- 1989: Danca do Tons (Crescente Produções)
- 1994: Solo (Chesky Records)
- 1996: Rhythms (Chesky), Guitar Players „Bestes Klassisches Album des Jahres“
- 1995: Juarez Moreira & Badi Assad (Centro Cultural Banco do Brasil)
- 1997: Echos of Brazil (Chesky)
- 1998: Chameleon (Polygram)
- 2003: Danca das Ondas (GHA)
- 2003: Three Guitars (Chesky)
- 2004: Verde (Edge Music/Deutsche Grammophon)
- 2006: Wonderland (Edge Music/DG)
- 2007: Família Assad – Um Songbook Brasileiro
- 2010: Badi Assad (DVD, Biscoito Fino)
- 2012: Amor e outras manias crônicas (Quatro Ventos)
- 2013: Between Love and Luck (Quatro Ventos)
- 2014: Cantos de Casa (Quatro Ventos)
- 2015: Hatched (Quatro Ventos)